# Cornumutila
Cornumutila is een kevergeslacht uit de familie van de boktorren (Cerambycidae). De wetenschappelijke naam van het geslacht werd voor het eerst geldig gepubliceerd in 1844 door Letzner.

## Soorten
Cornumutila omvat de volgende soorten:
- Cornumutila lineata Letzner, 1844
- Cornumutila quadrivittata (Gebler, 1830)